# 大孟加拉國
大孟加拉國（羅馬化：Brihottoro Bangladesh），也稱為比沙爾·孟加拉（羅馬化：Bishal Bangla），是旨在將所有說孟加拉語地區統一於一國的民族主義意識形態。一些极右翼的印度政治人物和作家认为，孟加拉人民共和国渴望领土扩张，要将印度的西孟加拉邦、特里普拉邦和阿萨姆邦等地纳入自己领土的一部分。
目前，印度的西孟加拉邦和阿薩姆邦以及緬甸若開邦也擁有大量的孟加拉人血統穆斯林人口。

## 孟加拉合眾國

印度北部馬拉塔叛亂後，孟加拉省成為自治邦，由孟加拉納瓦卜統治。普拉西战役結束後，該地區成為英屬印度的行政區劃，孟加拉首都加爾各答成為印度首都。孟加拉省成立於1765年，1905年，孟加拉分割為西半部的孟加拉與東半部的東孟加拉-阿薩姆。阿薩姆和盧賽丘陵於1912年成為阿薩姆省。1912年，印度獨立運動開始興起後，孟加拉邦被劃分為大英帝國的兩個州。這些新省是比哈爾邦和奧里薩邦以及東孟加拉邦和阿薩姆邦。這些省份於1947年再次劃分為印度裔佔多數的西孟加拉邦和穆斯林占多數的東孟加拉邦（現為孟加拉國），以促成獨立的穆斯林國家巴基斯坦，東孟加拉成為其中的一個省。